# 나카야마 히로키
나카야마 히로키(일본어: 中山 博貴, 1985년 12월 13일 ~ )는 일본의 전 축구 선수이다.

## 구단 경력
과거 교토 상가 FC에서 활동하였다.